# Entrevista (investigación)

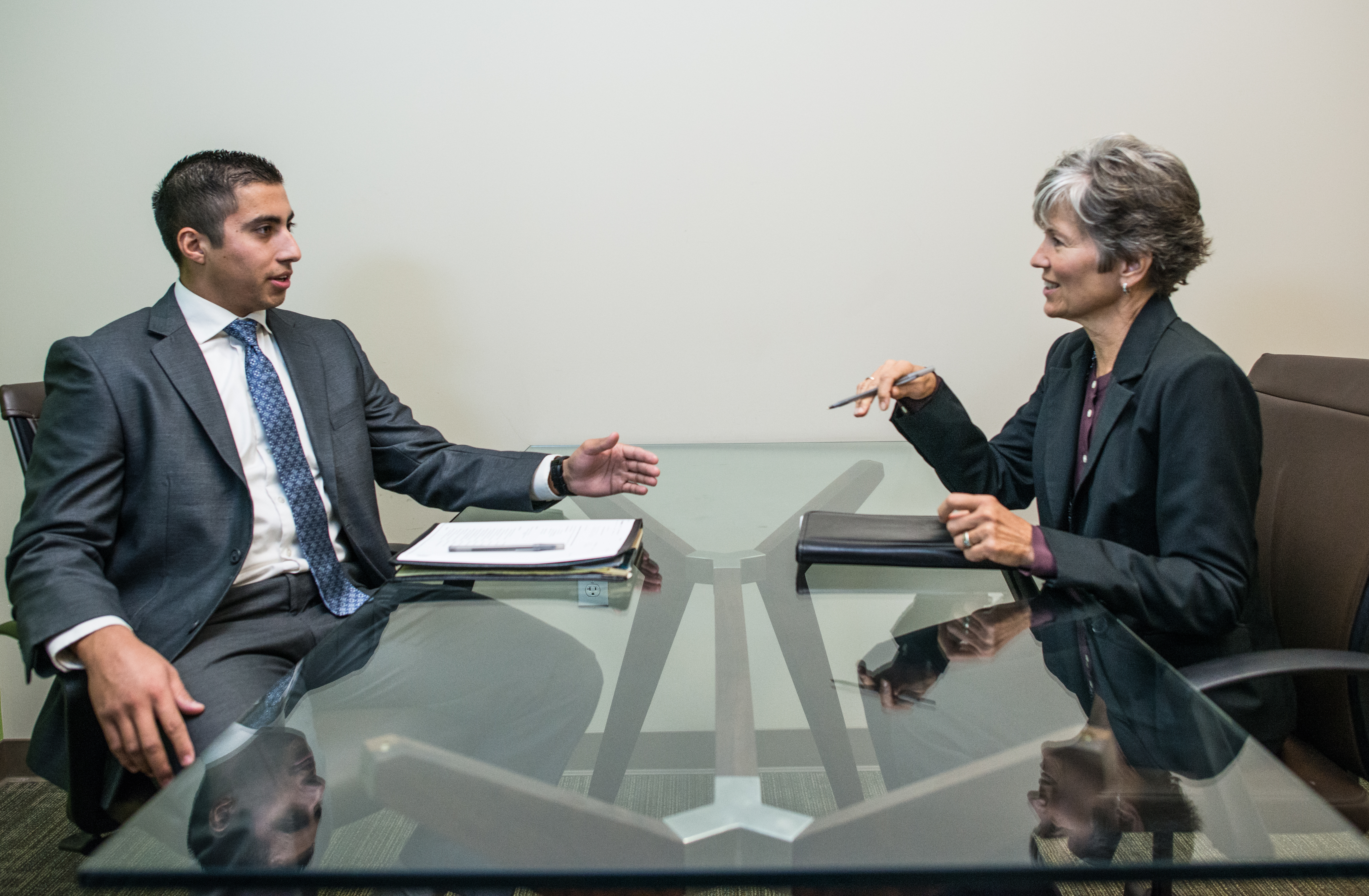
En las entrevistas semiestructuradas habrá temas centrales para explorar, pero el entrevistador no tiene que usar un conjunto estricto de preguntas.

Una entrevista en investigación cualitativa es una conversación en la que se hacen preguntas para obtener información. El entrevistador suele ser un investigador profesional o remunerado, a veces capacitado, que hace preguntas al entrevistado, en una serie alterna de preguntas y respuestas generalmente breves. Pueden contrastarse con grupos focales en los que un entrevistador indaga a un grupo de personas y observa la conversación resultante entre los entrevistados, o encuestas que son más anónimas y limitan a los encuestados a un rango de opciones de respuesta predeterminadas. En la investigación fenomenológica o etnográfica, las entrevistas se utilizan para descubrir los significados de los temas centrales en el mundo de la vida de los sujetos desde su propio punto de vista.
PROPÓSITO:Responde a la pregunta ¿por qué?
OBJETIVO:Responde a la pregunta ¿para qué?

## Características
- El entrevistador concreta las entrevistas en una negociación con el entrevistado respecto de lo que quiere decir y hacer.
- Las entrevistas son una forma de investigación mucho más personal que los cuestionarios.
- En la entrevista personal, el entrevistador trabaja directamente con el entrevistado.
- A diferencia de las encuestas por correo, el entrevistador tiene la oportunidad de repreguntar o hacer preguntas de seguimiento.
- Las entrevistas son generalmente más fáciles para el entrevistado, especialmente si lo que se busca son opiniones y/o impresiones.
- Las entrevistas requieren tiempo y recursos para que se pueda recabar toda la información necesaria.
- El entrevistador se considera parte del instrumento de medición y debe estar bien capacitado para responder a cualquier contingencia.
- Las entrevistas brindan una oportunidad de interacción cara a cara entre dos personas; por lo tanto, reducen los conflictos.

## Tipos
Entrevista informal y conversacional: No se hacen preguntas predeterminadas para permanecer lo más abierto y adaptable posible a la naturaleza y las prioridades del entrevistado; durante la entrevista, el entrevistador "sigue la corriente". Un tipo particular de entrevista informal se conoce como conversación de investigación (research conversation) o entrevista sucia (muddy interview). Estos términos se han utilizado para describir entrevistas realizadas en entornos informales que pueden no tener lugar únicamente con el propósito de recopilar datos.
Entrevista con guía de temas: Con la intención de garantizar que se recopilen las mismas áreas generales de información de cada entrevistado; Esto proporciona más enfoque que el enfoque conversacional, pero aún permite cierto grado de libertad y adaptabilidad para obtener la información del entrevistado.
Entrevista abierta estandarizada: Se hacen las mismas preguntas abiertas a todos los entrevistados; Este enfoque facilita entrevistas más rápidas que pueden analizarse y compararse más fácilmente.
Entrevista cerrada de respuesta fija: A todos los entrevistados se les hacen las mismas preguntas y se les pide que elijan respuestas entre el mismo conjunto de alternativas. Este formato es útil para aquellos que no se practican en las entrevistas. Este tipo de entrevista también se conoce como estructurado.

## Etapas de la entrevista
- Tematización, por qué y qué de la investigación
- Diseño, planifique el diseño del estudio
- Entrevista, realice la entrevista con base en una guía.
- Transcripción, preparar el material de la entrevista para su análisis.
- Análisis, decida el propósito, el tema, la naturaleza y los métodos de análisis que sean apropiados
- Verificación, determinar la validez de los resultados de la entrevista.
- Informe, comunicar los hallazgos del estudio con base en criterios académicos.

## Técnica
Al elegir entrevistar como método para realizar una investigación cualitativa, es importante ser discreto y sensible en su enfoque. Algunas recomendaciones son:
Escuchar: según Seidman, esta es la habilidad más difícil y la más importante en las entrevistas. Además, los entrevistadores deben estar preparados para escuchar en tres niveles diferentes: deben escuchar lo que el participante realmente dice, deben escuchar la "voz interior"  o el subtexto de lo que el participante está comunicando, y también deben escuchar sobre el proceso y el flujo de la entrevista para estar al tanto de lo cansado o aburrido que está el participante, así como la logística, como cuánto tiempo ya ha pasado y cuántas preguntas aún quedan. Las habilidades de escucha requeridas en una entrevista requieren más concentración y atención al detalle que lo que es típico en una conversación normal. Por lo tanto, a menudo es útil que los entrevistadores tomen notas mientras el participante responde preguntas o grabe las entrevistas para poder, con mayor precisión, transcribirlas más tarde.
Haga preguntas (para dar seguimiento y aclarar): si bien un entrevistador generalmente ingresa a cada entrevista con un conjunto predeterminado y estandarizado de preguntas, es importante que también haga preguntas de seguimiento durante todo el proceso. Dichas preguntas pueden alentar a un participante a elaborar algo conmovedor que hayan compartido y que sean importantes para adquirir una comprensión más integral del tema. Además, es importante que un entrevistador haga preguntas aclaratorias cuando están confundidos. Si la narrativa, los detalles o la cronología de las respuestas de un participante no están claros, a menudo es apropiado que el entrevistador le pida que vuelva a explicar estos aspectos de su historia para mantener sus transcripciones precisas.
Sea respetuoso con los límites: Seidman explica esta táctica como "Explore, no indague"  Es esencial que mientras se entrevista al participante se le aliente a explorar sus experiencias de una manera sensible y respetuosa. No deben ser "sondeados" de tal manera que los haga sentir incómodos o como una muestra en un laboratorio. Si se pasa demasiado tiempo pensando en detalles minuciosos o si se hacen demasiadas preguntas de seguimiento, es posible que el participante se ponga a la defensiva o no quiera compartir. Por lo tanto, el trabajo del entrevistador es lograr un equilibrio entre la ambigüedad y la especificidad en su pregunta.
Tenga cuidado con las preguntas principales: las preguntas principales son preguntas que sugieren o implican una respuesta. Si bien a menudo se les pregunta inocentemente, corren el riesgo de alterar la validez de las respuestas obtenidas, ya que desalientan a los participantes de usar su propio idioma para expresar sus sentimientos. Por lo tanto, es preferible que los entrevistadores hagan preguntas abiertas en su lugar. Por ejemplo, en lugar de preguntar "¿La experiencia te hizo sentir triste?" - que es líder en la naturaleza - sería mejor preguntar "¿Cómo te hizo sentir la experiencia?", ya que esto no sugiere expectativas.
No interrumpa: los participantes deben sentirse cómodos y respetados durante toda la entrevista, los entrevistadores deben evitar interrumpir a los participantes siempre que sea posible. Si bien los participantes pueden desviarse de sus respuestas y el entrevistador puede perder interés en lo que están diciendo en un momento u otro, es fundamental que tengan tacto en sus esfuerzos para mantener al participante en el camino correcto y volver al tema en cuestión.
Haga que el participante se sienta cómodo: la entrevista propone una dinámica inusual, ya que a menudo requiere que el participante divulgue información personal o emocional en presencia de un completo desconocido. Por lo tanto, a muchos entrevistadores les resulta útil pedirle al participante que se dirija a ellos como si fueran "otra persona", como un amigo cercano o un familiar. Este es a menudo un método efectivo para sintonizar la "voz interna" del participante y romper las barreras de presentación de la "voz externa" que a menudo prevalece.

## El entrevistado
En comparación con algo así como una encuesta escrita, las entrevistas permiten un grado significativamente más alto de intimidad, con los participantes a menudo revelando  información personal a sus entrevistadores en un entorno cara a cara en tiempo real. Como tal, esta técnica puede evocar una serie de sentimientos y experiencias importantes dentro de los entrevistados.
En el lado positivo, las entrevistas pueden proporcionar a los participantes una salida para expresarse. Dado que el trabajo de los entrevistadores es aprender, no tratar ni aconsejar, no ofrecen ningún consejo a los participantes, pero, sin embargo, puede ser agradable contarle a un oyente atento sobre las preocupaciones y preocupaciones. Como dice el investigador cualitativo Robert S. Weiss, "hablar con alguien que escucha, y escucha atentamente, puede ser valioso, porque la propia experiencia, a través del proceso de ser expresado y compartido, está validado". Sin embargo, dicha validación puede tener un inconveniente si un participante se siente decepcionado al finalizar la relación de la entrevista, porque, a diferencia de figuras como terapeutas o consejeros, los entrevistadores no toman una medida de responsabilidad continua para el participante y sus La relación no es continua. Para minimizar el potencial de esta decepción, los investigadores deben informar a los participantes cuántas entrevistas realizarán con anticipación y también proporcionarles algún tipo de cierre, como un resumen de la investigación o una copia de la publicación del proyecto.
En el lado negativo, la naturaleza basada en múltiples preguntas de las entrevistas puede hacer que los participantes se sientan incómodos e inmiscuidos si un entrevistador invade un territorio que consideran demasiado personal o privado. Para evitar cruzar esta línea, los investigadores deben intentar distinguir entre información pública e información privada, y solo profundizar en la información privada después de tratar de evaluar el nivel de comodidad de un participante al discutirla.
Además, la naturaleza comparativamente íntima de las entrevistas puede hacer que los participantes se sientan vulnerables al daño o la explotación. Esto puede ser especialmente cierto para situaciones en las que un superior entrevista a un subordinado, como cuando el profesor entrevista a su alumno. En estas situaciones, los participantes pueden tener miedo de dar una "respuesta incorrecta" o decir algo que podría meterlos en problemas y reflexionar sobre ellos negativamente. Sin embargo, todas las relaciones de entrevista, no solo las explícitamente superiores-subordinadas, están marcadas por cierto grado de desigualdad, ya que los entrevistadores y los participantes quieren y reciben cosas diferentes de la técnica. Por lo tanto, los investigadores siempre deben preocuparse por el potencial de los participantes de sentimientos de vulnerabilidad, especialmente en situaciones donde se revela información personal.
Para combatir tales sentimientos de vulnerabilidad e inequidad y para hacer que los participantes se sientan seguros, iguales y respetados, los investigadores deben proporcionarles información sobre el estudio, como quién lo está ejecutando y qué riesgos potenciales podría implicar, y también con información sobre sus derechos, como el derecho a revisar los materiales de la entrevista y retirarse del proceso en cualquier momento. Es especialmente importante que los investigadores siempre enfaticen la naturaleza voluntaria de participar en un estudio para que los participantes estén al tanto de su agencia.
Estas dinámicas de poder antes mencionadas presentes en las entrevistas también pueden tener efectos específicos en diferentes grupos sociales según el origen racial, el género, la edad y la clase. La raza, por ejemplo, puede plantear problemas en un entorno de entrevista si los investigadores blancos entrevistan a participantes de antecedentes raciales marginados, en cuyo caso la existencia de prejuicios históricos y sociales puede provocar una sensación de escepticismo y desconfianza. La dinámica de género puede afectar los sentimientos de manera similar, ya que los hombres a veces actúan de manera dominante cuando entrevistan a mujeres y actúan despectivamente cuando son entrevistados por mujeres, y las parejas del mismo género son vulnerables a suposiciones falsas de comunalidad o un sentido de competencia implícita. En términos de clase, los participantes de un nivel inferior percibido demuestran, en algunos casos, escepticismo excesivo o sumisión excesiva, y en términos de edad, los niños y las personas mayores pueden mostrar temor a ser condescendientes. Para minimizar estos sentimientos negativos relacionados con el grupo social, los investigadores deben ser sensibles a las posibles fuentes de tales tensiones y actuar en consecuencia enfatizando los buenos modales, el respeto y un interés genuino en el participante, todo lo cual puede ayudar a superar las barreras sociales.
Finalmente, otro aspecto de las entrevistas que puede afectar cómo se siente un participante es cómo el entrevistador expresa sus propios sentimientos, ya que los entrevistadores pueden proyectar sus estados de ánimo y emociones en las personas que están entrevistando. Por ejemplo, si un entrevistador se siente notablemente incómodo, el participante puede comenzar a compartir este malestar, y si un entrevistador expresa enojo, corre el riesgo de transmitirlo al participante. Por lo tanto, los investigadores deben tratar de mantener la calma, la educación y el interés en todo momento.

## Sesgos del entrevistador
Según Hackman y Oldman, varios factores pueden sesgar el juicio de un entrevistador sobre un solicitante de empleo. Sin embargo, estos factores pueden reducirse o minimizarse entrenando entrevistas para reconocerlos.
- Información previa: Los entrevistadores generalmente tienen alguna información previa sobre los candidatos para el trabajo, como evaluaciones de reclutadores, solicitudes en blanco, resultados de exámenes en línea o los resultados de pruebas psicológicas. Esto puede hacer que el entrevistador tenga una actitud favorable o desfavorable hacia un solicitante antes de conocerlo.
- Efecto de contraste: La forma en que los entrevistadores evalúan a un solicitante en particular puede depender de sus estándares de comparación, es decir, las características de los solicitantes que entrevistaron previamente.
- Prejuicios de los entrevistadores: Esto se puede hacer cuando el criterio de los entrevistadores es lo que les gusta y lo que no les gusta. Estos pueden incluir, entre otros, antecedentes raciales y étnicos, solicitantes que muestran ciertas cualidades o rasgos y se niegan a considerar sus habilidades o características.[11]

## La entrevista paso a paso
Es un tipo de entrevista desarrollada por Yuile con ayuda de más colaboradores. Se utiliza especialmente para menores víctimas de abusos sexuales.
Tiene como objetivo minimizar el trauma, evitar la contaminación de la información y potenciar el recuerdo con técnicas de entrevista cognitiva cuando sea oportuno. Esta consta de nueve pasos:
1. Establecimiento del rapport, la conversación se inicia con temas neutros.
2. Relato de dos sucesos específicos, donde el narrador puede observar el estilo de narración, memoria y habilidades verbales.
3. Concienciación de la necesidad de decir la verdad.
4. Introducción del tema de interés.
5. Narración libre por parte del entrevistado sobre el hecho en cuestión.
6. Formulación de preguntas generales, evitar todo lo posible el sesgo o dar información sobre los hechos.
7. Recurrir a preguntas más específicas en caso de que fuese necesario.
8. Utilizar instrumentos de apoyo si es necesario, normalmente es a través del dibujo o de la utilización de muñecos.
9. Terminación de la entrevista, el entrevistador debe agradecer la colaboración y facilitar información sobre lo que se le pida.

## Fortalezas y debilidades

### Ventajas
Posiblemente la mayor ventaja de las entrevistas cualitativas es la profundidad de los detalles del entrevistado. Los participantes de la entrevista pueden pintar una imagen de lo que sucedió en un evento específico, decirnos su perspectiva de dicho evento y dar otras señales sociales. Las señales sociales, como la voz, la entonación, el lenguaje corporal, etc. del entrevistado pueden brindarle al entrevistador mucha información adicional que se puede agregar a la respuesta verbal del entrevistado en una pregunta. Este nivel de descripción detallada, ya sea verbal o no verbal, puede mostrar una interrelación oculta entre las emociones, las personas y los objetos, a diferencia de muchos métodos cuantitativos de investigación.
Además, las entrevistas cualitativas tienen una ventaja única en su forma específica. Los investigadores pueden adaptar las preguntas que hacen al encuestado para obtener historias completas y completas y la información que necesitan para su proyecto. Pueden dejarle claro al encuestado cuando necesitan más ejemplos o explicaciones.
Los investigadores no solo pueden aprender sobre eventos específicos, sino que también pueden obtener información sobre las experiencias interiores de las personas, específicamente cómo las personas perciben y cómo interpretan sus percepciones. Cómo los eventos afectaron sus pensamientos y sentimientos. En esto, los investigadores pueden comprender el proceso de un evento en lugar de lo que acaba de suceder y cómo reaccionaron ante él.
Otra ventaja de las entrevistas cualitativas es lo que puede dar a los lectores de revistas académicas y artículos. La investigación puede escribir un informe más claro para sus lectores, dándoles una "comprensión más completa de las experiencias de nuestros encuestados y una mayor oportunidad de identificarse con el encuestado, aunque sea brevemente".

### Desventajas
Las entrevistas cualitativas no son un método perfecto para todo tipo de investigación.
Primero, puede haber complicaciones con la planificación de la entrevista. No solo es difícil reclutar personas para las entrevistas, debido a la naturaleza típicamente personal de la entrevista, planificar dónde encontrarlas y cuándo puede ser difícil. Los participantes pueden cancelar o cambiar el lugar de reunión en el último minuto.
Durante la entrevista real, una debilidad es la posible pérdida de información. Esto puede surgir de la inmensa multitarea que debe hacer el entrevistador. No solo tienen que hacer que el entrevistado se sienta muy cómodo, sino que deben mantener el mayor contacto visual posible, escribir lo más que puedan y pensar en preguntas de seguimiento. Después de la entrevista, comienza el proceso de codificación y con esto viene su propio conjunto de desventajas. Primero, la codificación puede llevar mucho tiempo.